# Realausgabenquote
Die Realausgabenquote ist eine volkswirtschaftliche Kennzahl, welche den Anteil des Staatsverbrauchs und der staatlichen Bruttoinvestitionen am Bruttoinlandsprodukt wiedergibt.

## Allgemeines
Die Realausgabenquote zeigt den echten Anteil des öffentlichen Sektors am Produktionswert von Gütern und Dienstleistungen in einer Volkswirtschaft an. Sie stellt dar, welchen Anteil der Staat an der volkswirtschaftlichen Produktion besitzt oder welcher Anteil nicht über den Markt verteilt wird. Ihr liegen die Realausgaben zugrunde, der Summe aus staatlichen Sachausgaben (einschließlich Investitionsausgaben) und Personalausgaben. Die Realausgabenquote ist ein Maßstab für den staatlichen Ressourcenverbrauch, sie kann sowohl ohne Inflation (nominale Realausgabenquote) als auch mit Inflation (reale Realausgabenquote) berechnet werden.

## Ermittlung
Die Realausgabenquote unterscheidet sich von der Staatsquote dadurch, dass in letzterer zusätzlich die Zins- und Tilgungsausgaben für Staatsschulden enthalten sind:
```
    Staatsquote
    - Zinsaufwand für Staatsschulden
    - Tilgung für Staatsschulden
    = Realausgabenquote
```

Der Staatsverbrauch beinhaltet die Konsumausgaben des Staates wie Personalkosten für die öffentliche Verwaltung und Bruttoinvestitionen wie etwa Kosten der Infrastruktur. Der Staatsverbrauch setzt sich aus den Ausgaben für öffentliche Güter und Dienstleistungen (öffentliche Sicherheit, Landesverteidigung) zusammen.
Dann ergibt sich die Realausgabenquote wie folgt:
{\displaystyle {\text{Realausgabenquote}}={\frac {{\text{Personalausgaben}}+{\text{Sachausgaben}}}{\text{Bruttoinlandsprodukt (BIP)}}}}
Es handelt sich um den Teil des Bruttoinlandsproduktes, den der Staat an die Bevölkerung erbringt. Erreicht wird er jedoch nur durch Nettowohlfahrtsverlust, es kann also eine Nullsumme entstehen.

## Wirtschaftliche Aspekte
Bei der Realausgabenquote geht es darum, zu ermitteln, inwieweit der Staat die Wertschöpfung einer Volkswirtschaft kontrolliert. Außer bei öffentlichen Gütern/Dienstleistungen stellt der Staat auch dort Finanzen zur Verfügung, wo Marktversagen vorhanden ist, etwa bei Forschung und Wissenschaft, Kultur und Verkehr. Die Realausgabenquote ermöglicht es auch, durch einen Vergleich mit den staatlichen Transferleistungen (etwa Sozialhilfe, Bildungsangebote), strukturelle ökonomische Veränderungen zu erkennen. Dazu wird die Realausgabenquote mit der Transferleistungsquote als Anteil der staatlichen Transferleistungen am Bruttoinlandsprodukt gegenübergestellt. Die Realausgabenquote zeigt besser als die Staatsquote das Ausmaß an, mit dem der Staat tatsächlich volkswirtschaftliche Ressourcen in Anspruch nimmt.
Statistik
Anteile der Realausgaben am Bruttonationaleinkommen zu Marktpreisen in Deutschland:
| Jahr | Realausgabenquote in % | Transferleistungsquote in % |
| ---- | ---------------------- | --------------------------- |
| 1950 | 16,4                   | 14,8                        |
| 1960 | 16,6                   | 16,3                        |
| 1970 | 16,0                   | 19,3                        |
| 1980 | 16,5                   | 26,6                        |
| 1990 | 13,7                   | 26,2                        |
| 2000 | 13,9                   | 34,2                        |
| 2010 | 19,9                   | 33,5                        |

Der Anteil der Transferleistungen ist in Deutschland wesentlich stärker gestiegen als die Realausgabenquote. Letztere hat seit 1950 eher stagniert, während die Transferleistungsquote um 18,7 % Prozentpunkte gewachsen ist. Da die Transferausgaben lediglich eine Kaufkraftübertragung zugunsten des privaten Sektors darstellen, ist die Staatsquote kein geeignetes Maß für den realen Ressourcenverbrauch des öffentlichen Sektors. Im Jahre 2015 lag die deutsche Realausgabenquote bei 20,3 % des Bruttoinlandsprodukts. 